# Macedonia Północna na zimowych igrzyskach olimpijskich
Macedonia na zimowych igrzyskach olimpijskich – występy reprezentacji Macedonii na zimowych igrzyskach olimpijskich. Reprezentacja oficjalnie występuje w igrzyskach pod nazwą Była Jugosłowiańska Republika Macedonii.
Macedonia startuje w zimowych edycjach igrzysk olimpijskich od 1998 roku. Do 1988 roku Macedończycy startowali w barwach Socjalistycznej Federacyjnej Republiki Jugosławii.
Pięciokrotnie reprezentacja Macedonii liczyła po troje zawodników (na igrzyskach w Nagano, Turynie, Vancouver, Soczi i Pjongczangu), a raz (na igrzyskach w Salt Lake City) w kadrze znalazło się dwoje sportowców.
W latach 1998–2018 reprezentanci Macedonii nie zdobyli medalu olimpijskiego na zimowych igrzyskach. We wszystkich dotychczasowych startach uczestniczyli w zawodach w biegach narciarskich i narciarstwie alpejskim. Najlepszym rezultatem Macedończyków było 29. miejsce Antonia Ristewskiego w alpejskim slalomie na igrzyskach w Soczi w 2014 roku. W biegach narciarskich najlepszym wynikiem reprezentantów Macedonii było 63. miejsce Ǵoko Dineskiego w sprincie na igrzyskach w Salt Lake City w 2002 roku.
Za organizację występów reprezentacji Macedonii na igrzyskach olimpijskich odpowiedzialny jest Macedoński Komitet Olimpijski (mac. Македонски олимписки комитет, Makedonski olimpiski komitet).

## Występy na poszczególnych igrzyskach
| Igrzyska            | Rozmiar reprezentacji | Rozmiar reprezentacji | Rozmiar reprezentacji | Rozmiar reprezentacji | Zdobyte medale | Zdobyte medale | Zdobyte medale | Zdobyte medale | Źr.    |
| Igrzyska            | Mężczyźni             | Kobiety               | Razem                 | Dyscypliny            | Złote          | Srebrne        | Brązowe        | Razem          | Źr.    |
| ------------------- | --------------------- | --------------------- | --------------------- | --------------------- | -------------- | -------------- | -------------- | -------------- | ------ |
| Nagano 1998         | 2                     | 1                     | 3                     | 2                     | –              | –              | –              | –              | [ 16 ] |
| Salt Lake City 2002 | 2                     | –                     | 2                     | 2                     | –              | –              | –              | –              | [ 17 ] |
| Turyn 2006          | 2                     | 1                     | 3                     | 2                     | –              | –              | –              | –              | [ 18 ] |
| Vancouver 2010      | 2                     | 1                     | 3                     | 2                     | –              | –              | –              | –              | [ 19 ] |
| Soczi 2014          | 2                     | 1                     | 3                     | 2                     | –              | –              | –              | –              | [ 20 ] |
| Pjongczang 2018     | 2                     | 1                     | 3                     | 2                     | –              | –              | –              | –              | [ 3 ]  |

### Klasyfikacja według dyscyplin
| Nazwa                 | Złoto | Srebro | Brąz | Razem |
| --------------------- | ----- | ------ | ---- | ----- |
| Biathlon              | –     | –      | –    | 0     |
| Biegi narciarskie     | –     | –      | –    | 0     |
| Bobsleje              | –     | –      | –    | 0     |
| Curling               | –     | –      | –    | 0     |
| Hokej na lodzie       | –     | –      | –    | 0     |
| Kombinacja norweska   | –     | –      | –    | 0     |
| Łyżwiarstwo figurowe  | –     | –      | –    | 0     |
| Łyżwiarstwo szybkie   | –     | –      | –    | 0     |
| Narciarstwo alpejskie | –     | –      | –    | 0     |
| Narciarstwo dowolne   | –     | –      | –    | 0     |
| Saneczkarstwo         | –     | –      | –    | 0     |
| Short track           | –     | –      | –    | 0     |
| Skeleton              | –     | –      | –    | 0     |
| Skoki narciarskie     | –     | –      | –    | 0     |
| Snowboarding          | –     | –      | –    | 0     |